# Hubert Levigne
Nicolaas Jozef Hubertus (Hubert of Huub) Levigne (Meerssen, 30 september 1905 – Sittard, 29 december 1989) was een Nederlands graficus, glazenier en hoogleraar.

## Leven en werk
Hubert of Huub Levigne was een zoon van Nicolas Joseph Levigne en Elisabeth Ramakers. Hij groeide op in Maastricht en volgde er teken- en schilderlessen van Henri Jonas aan het Maastrichtse Stadsteekeninstituut. Hij vertrok vervolgens naar Amsterdam voor een opleiding aan de Rijksakademie van beeldende kunsten (1928-1932), waar hij les kreeg van Jan Aarts (grafiek) en Rik Roland Holst (monumentale kunst).
Levigne was lid van de Bende van De Suisse, een groep schilders, architecten, dichters, schrijvers en andere cultuurliefhebbers die in de jaren 20 (net als de leden van de Limburgse Kunstkring) vele avonden doorbracht in het Café Suisse aan het Vrijthof te Maastricht. Ook sloot hij zich aan bij de Nederlandsche Vereeniging voor Ambachts- en Nijverheidskunst.
Na afloop van zijn opleiding in Amsterdam in 1933 en na het winnen van de zilveren medaille van de Prix de Rome keerde hij terug naar Maastricht. Daar voerde hij naast zijn eigen vrije werk ook opdrachten uit voor postzegels, gelegenheidsgrafiek, ex librissen en kerkelijke kunst. Levigne werkte met kopergravures, etsen, houtsneden en met een combinatie van etsen en aquatint. Ook schilderde hij en maakte hij monumentaal werk als tegeltableaus en glas in lood. Levigne was een leerling van Roland Holst, maar in zijn glaswerk blijkt vooral de invloed van de Limburgse glazeniers.
In 1950 werden Levigne, Jos ten Horn en Frits Peutz benoemd tot hoogleraren aan de Jan van Eyck Academie. Ten Horn doceerde monumentale schilderkunst en glazenierskunst, Peutz architectuur en Levigne gaf les in grafische vormgeving. Deze functie bekleedde hij tot aan zijn pensioen in 1972. Hierna woonde hij enkele jaren in Spanje en vervolgens weer tot aan zijn overlijden in Limburg.

## Werken (selectie)
- glas-in-loodramen (1942-1950) voor de Sint-Monulphus en Gondulphuskerk in Berg
- glas in lood (1948) voor de Johannes de Doperkerk in Katwijk aan den Rijn
- glas in lood (1948) voor de H.H. Nicolaas en Barbarakerk in Valkenburg
- glas-in-loodramen (1948-1951) voor de Sint-Petrus' Bandenkerk in Heer
- twee gedenkramen van de Limburgse evacués (1949) voor het provinciehuis in Leeuwarden
- oorlogsmonument (plaquette) in het Arbeidsbureau in Leeuwarden
- twaalf glas-in-loodramen (1950, 1964) voor de Sint-Nicolaaskerk in Schalkhaar
- zes glas-in-loodramen (1951-1952) voor de kapel van het college van de Montfortanen in Schimmert
- oorlogsgedenkraam (1951) in het gemeentehuis in Bocholtz
- glas in lood (1952) voor de Sint-Dionysiuskerk in Asselt
- drie glas-in-loodramen (1954) voor de Maria Gorettikerk in Kerkrade
- tegelmozaïek (1956?) in Sphinxkantoor, Maastricht
- glas in lood (1965) voor de Heilige Geestkerk in Amstelveen
- tegeltableaus (1938?) voor Klooster Dolphia (Enschede-Glanebrug)

## Afbeeldingen

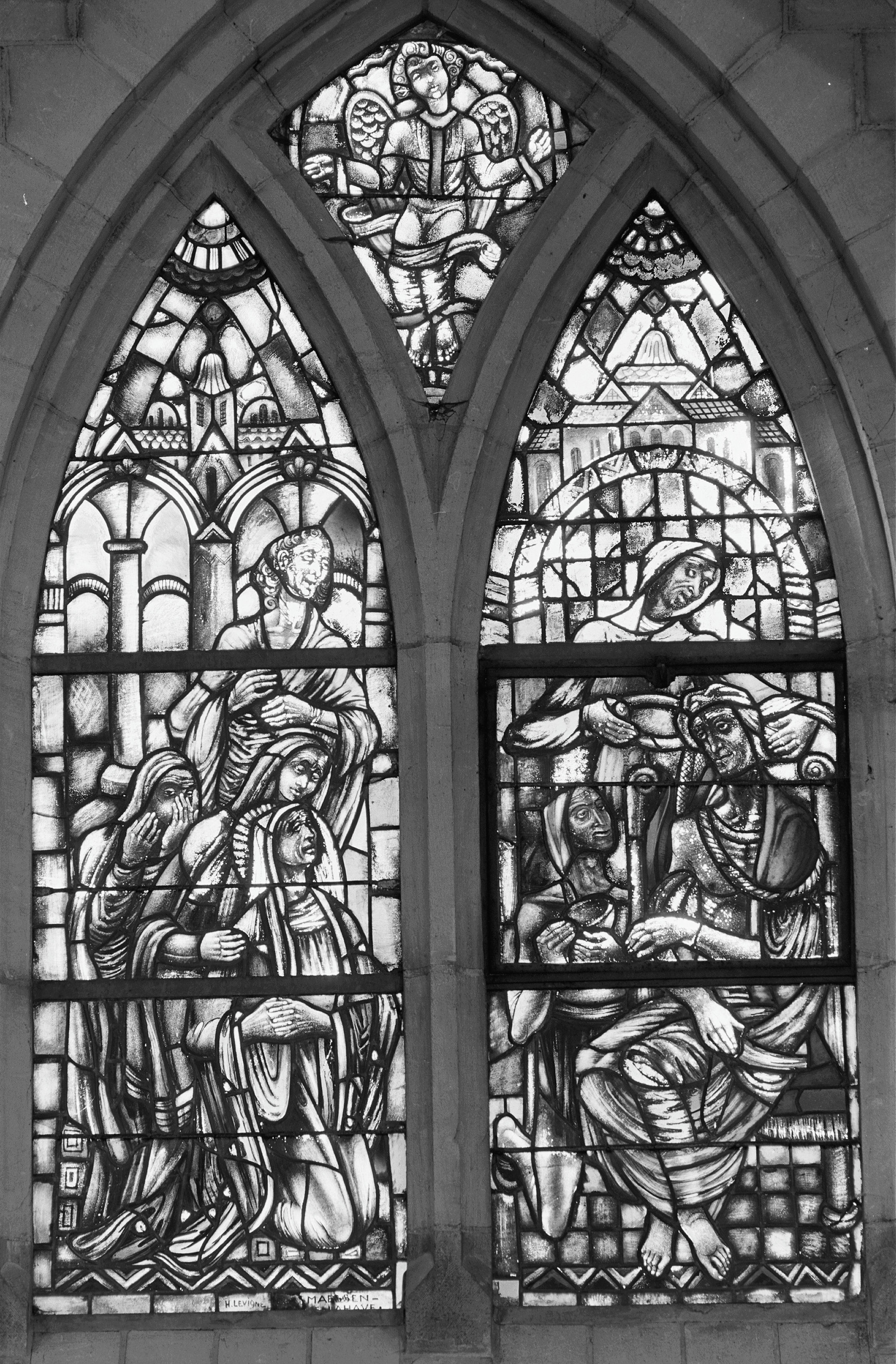
Sint-Monulphus en Gondulphuskerk, Berg
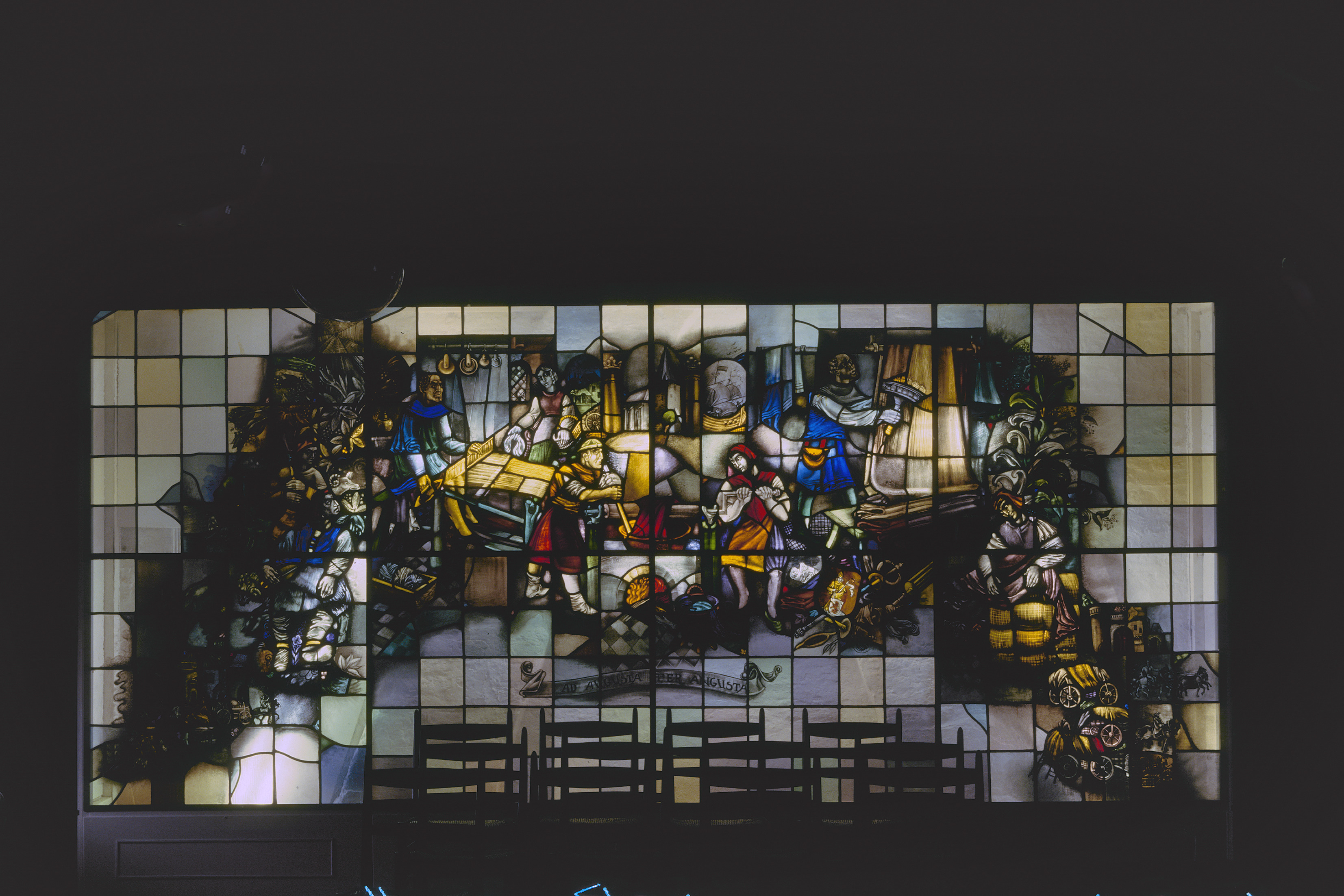
Raadhuis Vaals
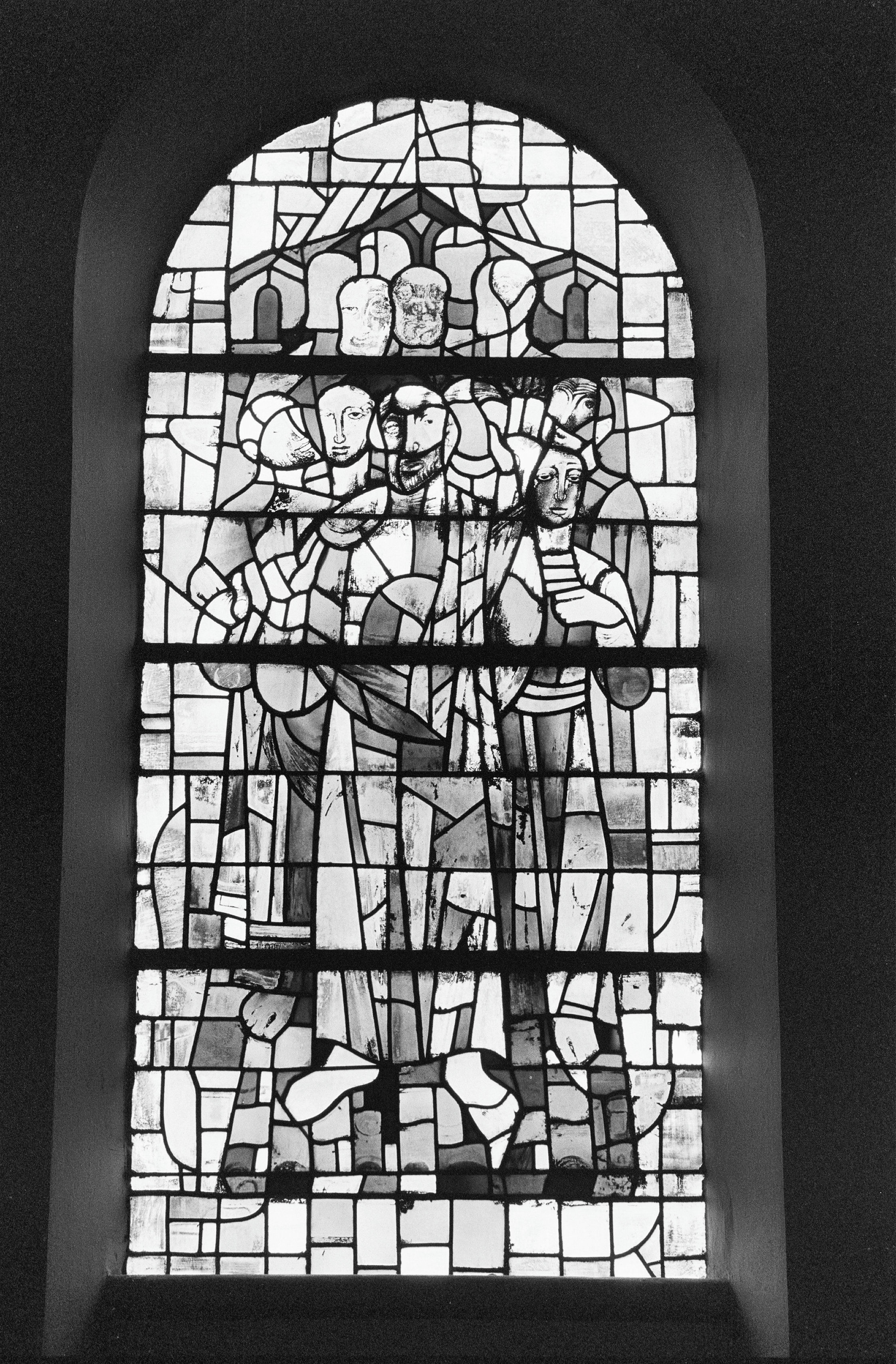
Sint-Petrus' Bandenkerk, Heer
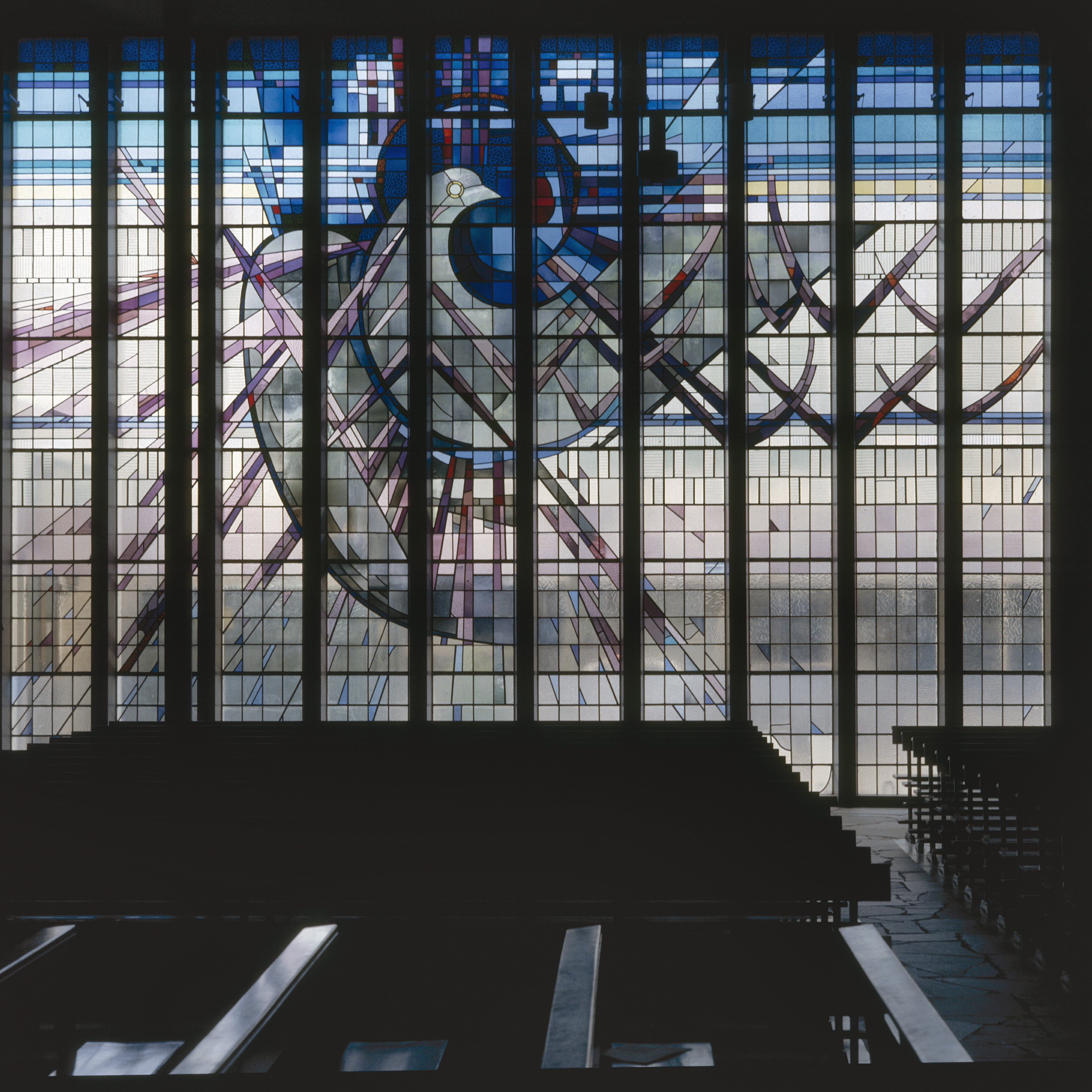
Heilige Geestkerk, Amstelveen

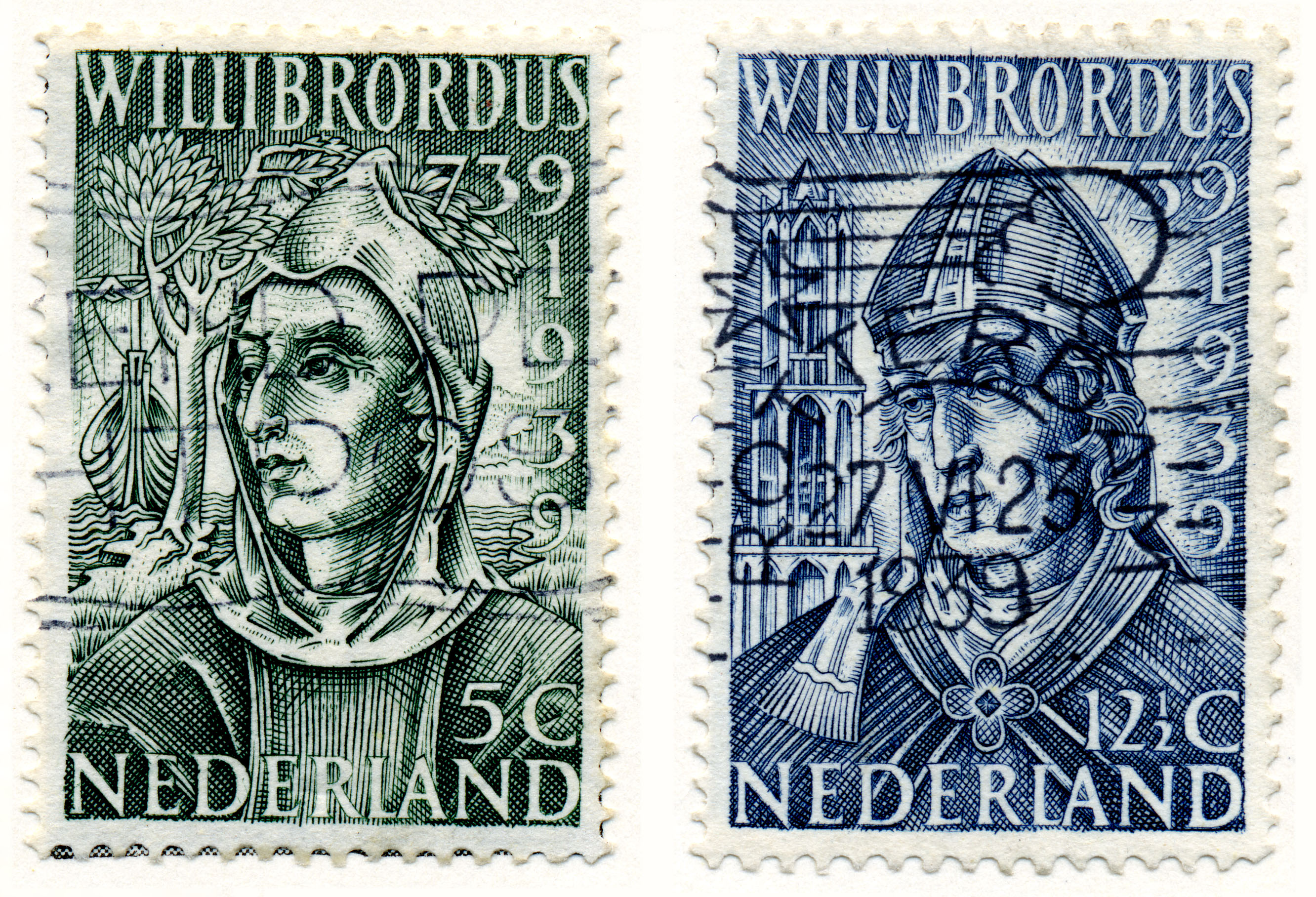
Willibrorduszegels 1939
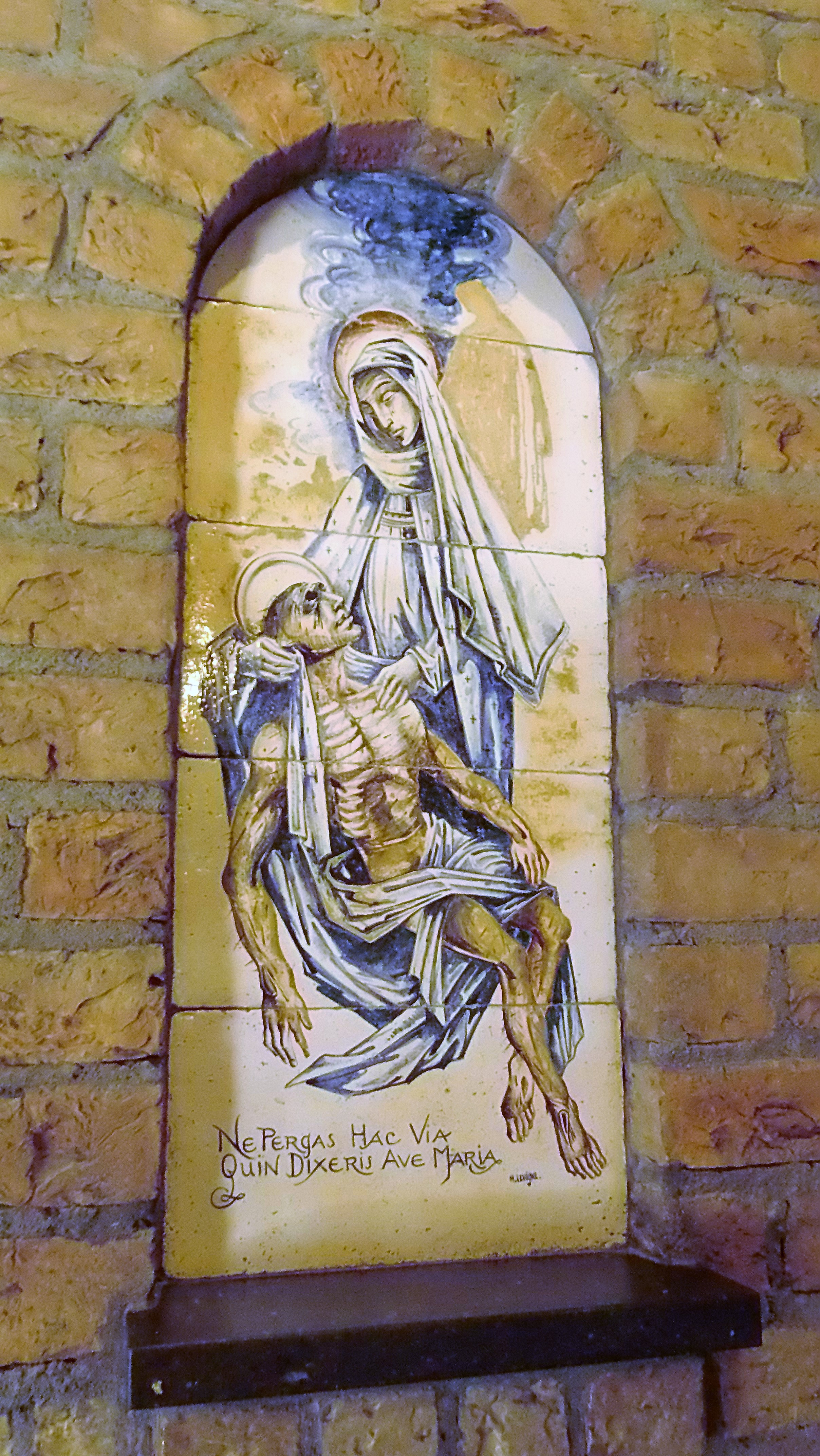
Bid/groet als ge hier passeren moet tot Maria (Klooster Dolphia)
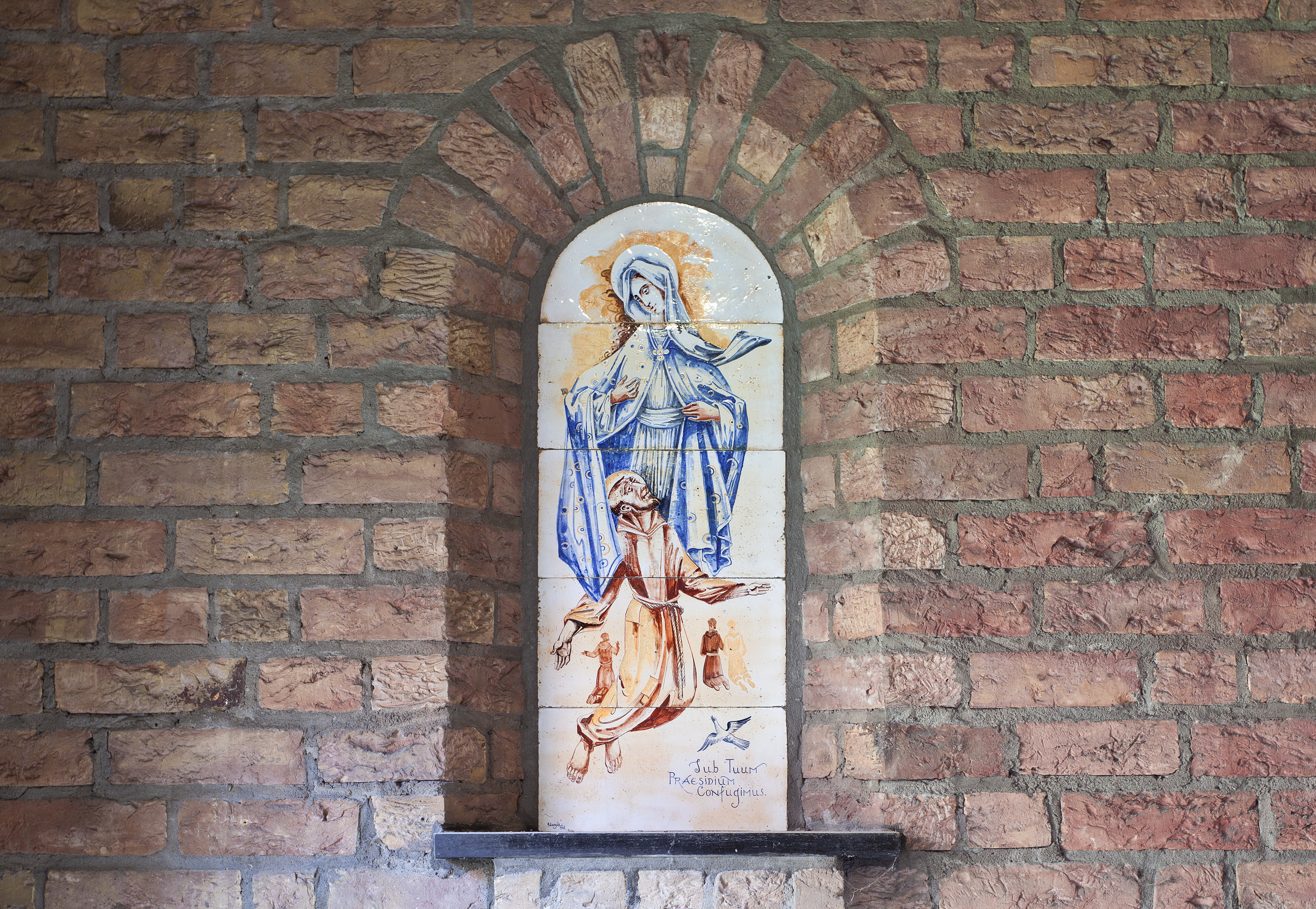
Tot u nemen wij onze toevlucht (Klooster Dolphia boven kloosterkerk)
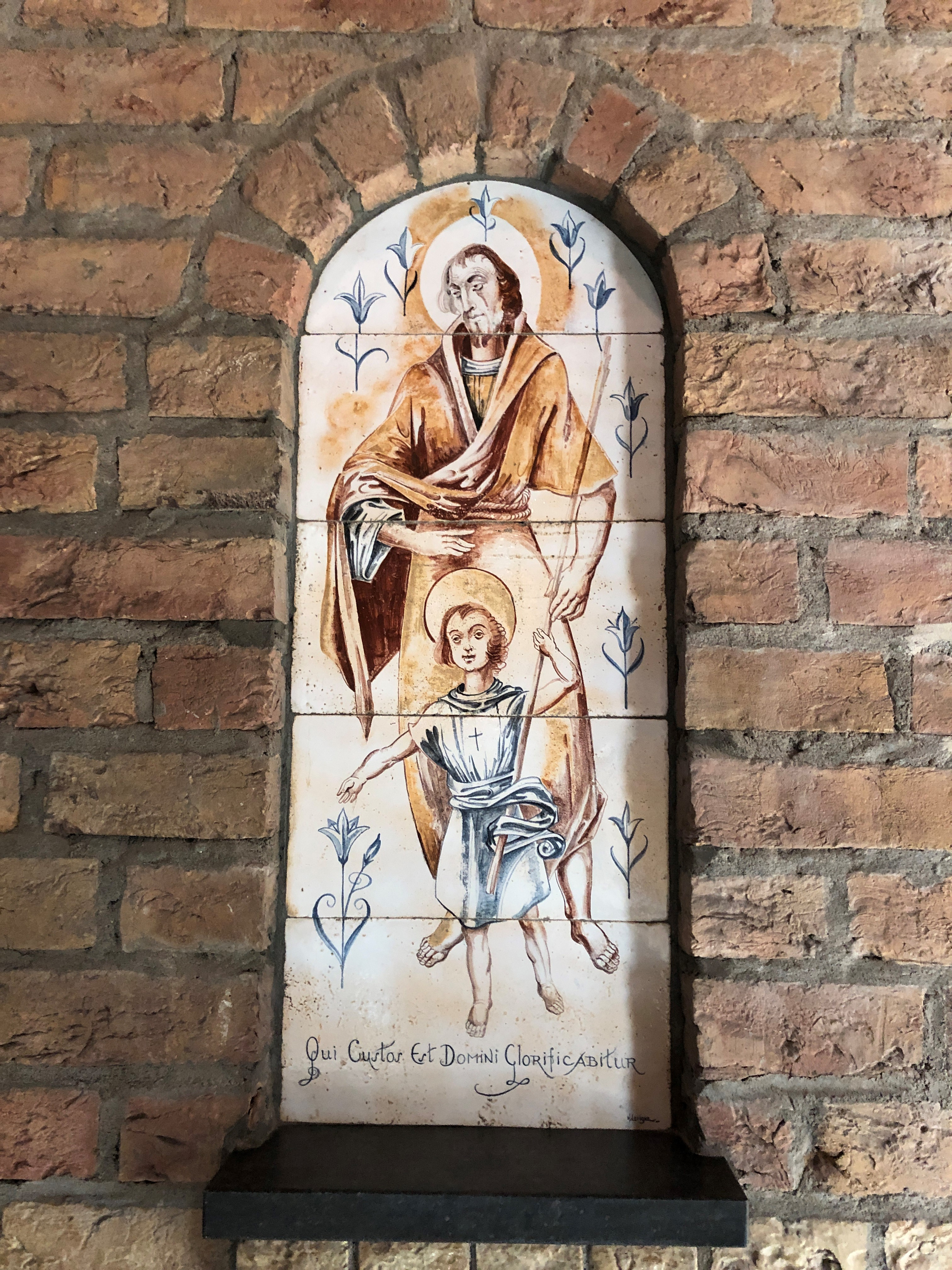
Ter ere van de bewaker van de stappen (Klooster Dolphia)

- Biografisch Portaal: 70642404
- Digitale Bibliotheek voor de Nederlandse Letteren: levi017
- Gemeinsame Normdatei: 136638341
- International Standard Name Identifier: 0000 0000 5685 7784
- Library of Congress Control Number: no2017050152
- Nederlandse Thesaurus van Auteursnamen: 070572844
- RKD-Nederlands Instituut voor Kunstgeschiedenis: 49754
- Virtual International Authority File: 80948852
- WorldCat: E39PBJhCJTjbpJb46jxkBx3WjC